# Takuji Yokoyama
Takuji Yokoyama (japanisch 横山 卓司 Yokoyama Takuji; * 19. April 1990 in der Präfektur Fukushima) ist ein japanischer Fußballspieler.

## Karriere
Yokoyama erlernte das Fußballspielen in der Schulmannschaft der Tomioka High School und der Universitätsmannschaft der Niigata University of Health and Welfare. Seinen ersten Vertrag unterschrieb er 2013 bei Grulla Morioka. Am Ende der Saison 2013 stieg der Verein in die dritte Liga auf. 2017 wechselte er zum ReinMeer Aomori FC. Für den Verein stand er 64-mal in der Japan Football League auf dem Spielfeld. Im Januar 2021 unterschrieb er einen Vertrag beim Drittligisten Vanraure Hachinohe in Hachinohe.